# Plecoptera (Erebidae)
Pour l’article homonyme, voir Plecoptera.
Genre
Plecoptera est un genre de lépidoptères (papillons) de la famille des Erebidae et de la sous-famille des Anobinae.

## Systématique
Le genre Plecoptera a été décrit par l'entomologiste français Achille Guenée en 1852, avec pour espèce type Plecoptera reflexa Guenée, 1852.
Synonymes :
- Biregula Saalmüller, 1891
- Carteia Walker, [1863]
- Plecopteroides Strand, 1918

Après avoir longtemps été placé dans la famille des Noctuidae, au sein des anciennes sous-familles des Catocalinae ou des Calpinae en fonction des auteurs, ce genre est maintenant placé dans la famille – récemment élargie – des Erebidae, et dans la nouvelle sous-famille des Anobinae. 
La systématique de ce groupe étant en évolution rapide, on peut trouver des classifications très différentes selon les sources.

## Liste d'espèces
Selon BioLib (15 juillet 2024) :
- Plecoptera bilinealis  (Leech, 1889)
- Plecoptera costinotata  Wileman & West, 1929
- Plecoptera flava  (Bremer & Grey, 1853)
- Plecoptera inquinata  (Lederer, 1857)
- Plecoptera oculata  (Moore, 1882)
- Plecoptera pallidimargo  Hampson, 1926
- Plecoptera quaesita (Swinhoe, 1885)
- Plecoptera recta  (Pagenstecher, 1886)
- Plecoptera reflexa Guenée, 1852
- Plecoptera stigmatica  (W. Warren, 1912)
- Plecoptera stuhlmanni  (Pagenstecher, 1893)
- Plecoptera violacea (Pagenstecher, 1884)

Selon d'autres sources, plusieurs dizaines d'espèces, notamment :
- Plecoptera siderogramma Hampson, 1926